# Скуулбой Кю
Куинси Матю Хенли (на английски: Quincey Matthew Hanley), по-известен с псевдонима си Скуулбой Кю, е американски рапър от Лос Анджелис. Придобива голяма популярност през 2012 година, когато излиза вторият му албум – Habits & Contradictions.

## Биография
Роден е през 1986 година във военна база във Висбаден. Още там родителите му се разделят като майка му заминава за САЩ където по-късно се установява в Калифорния.
В тийнейджърските си години става част от уличната банда Крипс, като продава кокаин, марихуана и по-късно опиати като оксикодон. В третия си студиен албум - Oxymoron описва точно тази част от живота си, както и зависимостта му към наркотиците. Споделя, че рапърите, от които е черпил вдъхновение са Фифти Сент, Джей Зи и Нас.
Има малка дъщеричка, която взима участие в някои от клиповете му, както и с гласов акомпанимент в албума Oxymoron.

## Дискография
Студийни албуми
- Setbacks (2011)
- "Habits & Contardictions" (2012)
- Oxymoron (2014)
- Blank Face LP (2016)
- Crash Talk (2019)
- Blue Lips (2024)

Сингли
- Yay yay (2013)
- Collard Greens (2013)
- Man of the Year (2013)
- Break the Bank (2014)
- Numb Numb Juice (2019)